# Robert James-Collier
Robert James-Collier (født 23. september 1976), nogle gange krediteret som Rob James-Collier, er en britisk skuespiller, der er kendt for sin rolle som Liam Connor i Coronation Street og som Thomas Barrow i Downton Abbey.

## Filmografi

### Film
| År   | Titel                                    | Rolle          | Noter      |
| ---- | ---------------------------------------- | -------------- | ---------- |
| 2011 | Mercenaries                              | Callum         |            |
| 2012 | Spike Island                             | Mr Milligan    |            |
| 2013 | Wayland's Song                           | John           |            |
| 2015 | A Christmas Star                         | Pat McKerrod   |            |
| 2016 | The Attendant                            | Alex           | Short film |
| 2017 | The Ritual                               | Hutch          |            |
| 2019 | Nancy                                    | Nancy's father | Short film |
| 2019 | Downton Abbey                            | Thomas Barrow  |            |
| 2022 | Downton Abbey: A New Era                 | Thomas Barrow  |            |
| 2025 | Untitled Downton Abbey: A New Era sequel | Thomas Barrow  |            |

### Tv
| År        | Titel               | Rolle                   | Noter |
| --------- | ------------------- | ----------------------- | --- |
| 2005      | Perfect Day         | Alex                    | Television film |
| 2005      | Down to Earth       | Nicky Christy           | 10 episodes |
| 2006      | Shameless           | Stud/Jim                | Episode #3.5 |
| 2006      | Casualty            | Martin Stonewall        | Episode: "Secrets and Lies" |
| 2006      | Dalziel and Pascoe  | Simon Thewlis           | Episode 1: "The Cave Woman" Credited as "Rob Collier"                                                                                             |
| 2006–2008 | Coronation Street   | Liam Connor             | 330 episodes; Won – Best Exit – British Soap Awards Won – Sexiest Male (2008) – Inside Soap Awards Won – Sexiest Male (2007) – Inside Soap Awards |
| 2010–2015 | Downton Abbey       | Thomas Barrow           | 52 episodes; Won – Screen Actors Guild Award for Outstanding Performance by an Ensemble in a Drama Series (2012-14)                               |
| 2011      | Moving On           | Clive                   | Episode: "The Milkman" |
| 2012      | Love Life           | Joe                     | Main role |
| 2013      | Moving On           | Aiden Evans             | Episode: "Visiting Order" |
| 2016      | The Level           | Kevin O'Dowd            | 6 episodes |
| 2018      | Urban Myths         | Colonel Archie Christie | Episode: "Agatha Christie" |
| 2019      | Vera                | Richard                 | Episode: "Cold River" |
| 2019      | Death in Paradise   | Oliver Carr             | Episode: "Murder on the Honore Express" |
| 2019–2022 | Ackley Bridge       | Martin Evershed         | Hovedrolle |
| 2021–2022 | Fate: The Winx Saga | Saul Silva              | 14 episoder |
| 2023      | The Inheritance     | Daniel                  | 4 episoder; Channel 5 dramaserie |
| 2023      | The Long Shadow     | DCS Jack Ridgeway       | Episode 4 og 5 |